# Сурсько-Литовське кладовище
Сурсько-Литовське кладовище (Сурсько-Литовський цвинтар) — найбільше кладовище міста Дніпро і шосте за площею в Україні (115 га), одне з 27 кладовищ Дніпра. Знаходиться на південній околиці міста, наприкінці проспекта Богдана Хмельницького.

## Історія
Назву отримало від села Сурсько-Литовське (яке знаходиться південніше) та Сурсько-Литовського шосе (колишня назва південної частини нинішнього пр. Богдана Хмельницького), біля якого знаходиться.
Відкрито 1972 р., після 1991 р. працює у закритому режимі: дозволені підпоховання до родичів або поховання у виключних випадках, оскільки вільних ділянок на цвинтарі майже не залишилося. За понад 50 років тут поховано понад 250 000 осіб.
Довжина центральної алеї становить 700 м, протяжність кладовища від пр. Богдана Хмельницького на схід становить 1,5 км.
Директором станом на 2016—2019 рр. був Ігор Шаін.

## Поховані
На кладовищі серед інших поховані Олімпійський чемпіон Султанбай Рахманов, головні тренери та начальники футбольної команди «Дніпро» Володимир Ємець і Геннадій Жиздик, професори Володимир Мелешко та Михайло Новожилов, архітектори Олег Петров і Олександр Дольник, начальник Придніпровської залізниці Анатолій Алімов, диригент Гаррі Логвін.

## Галерея

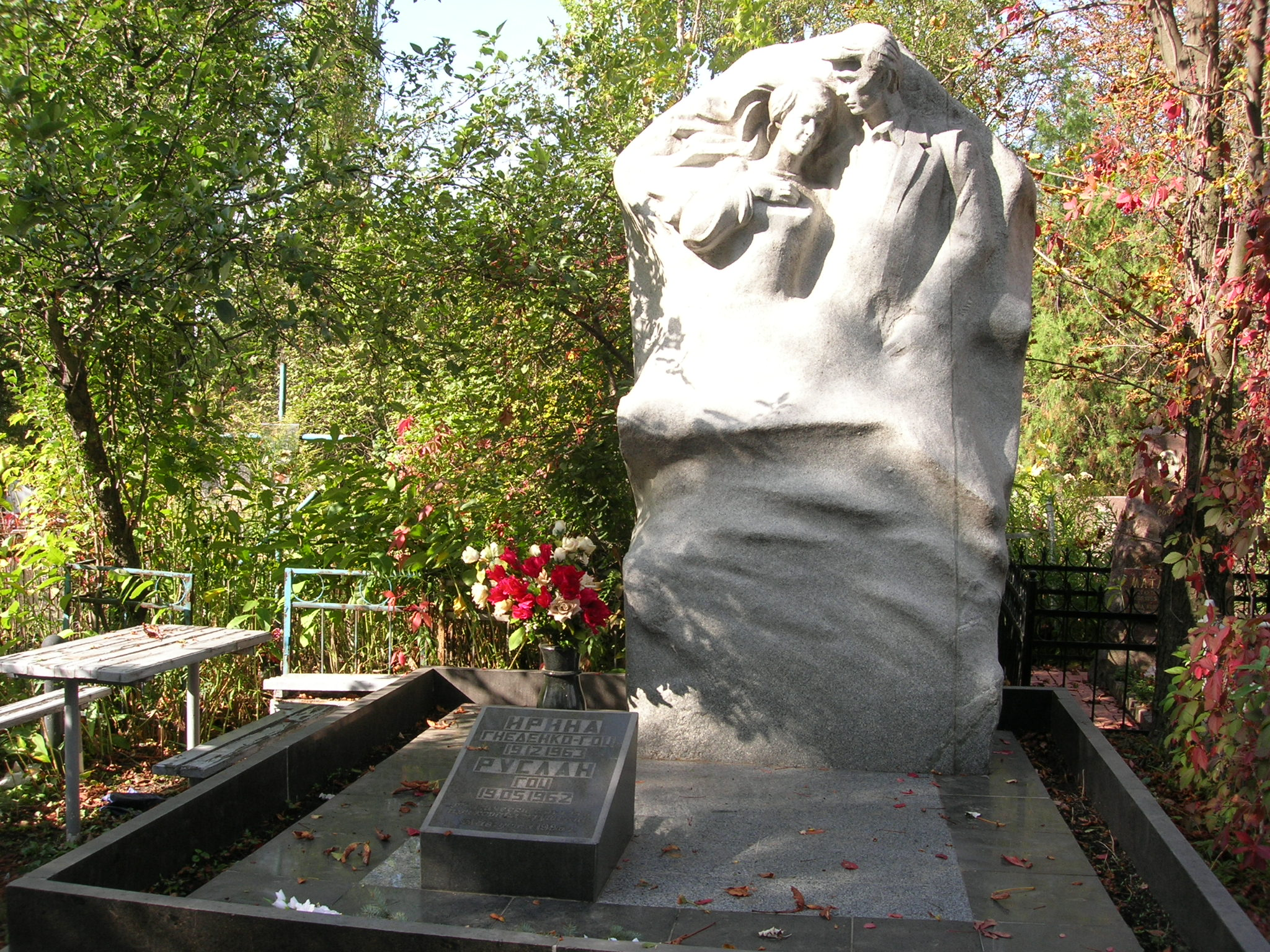
Пам'ятник загиблим на пароплаві "Адмірал Нахімов" 31.08.1986
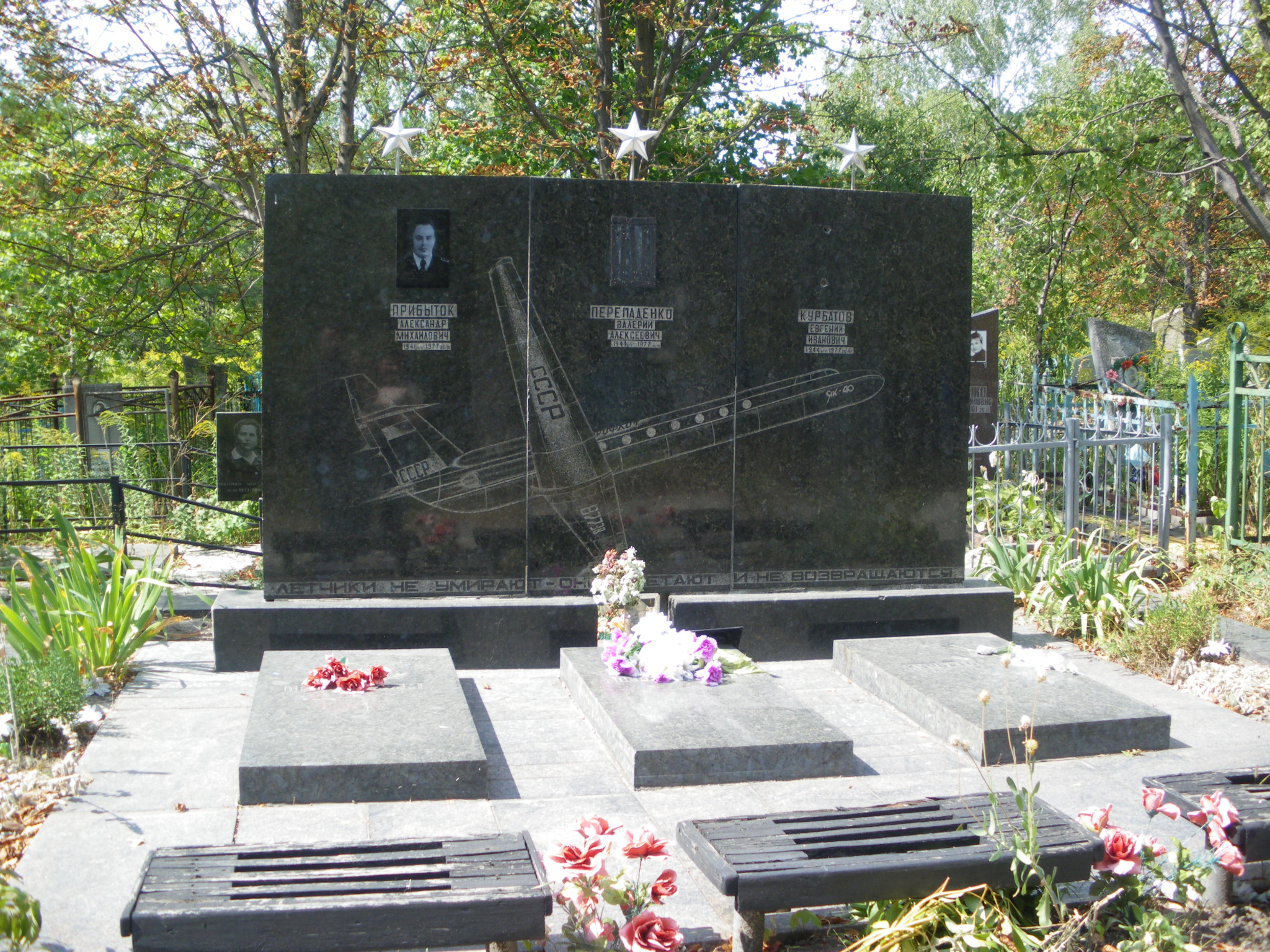
Пам'ятник загиблим льотчикам
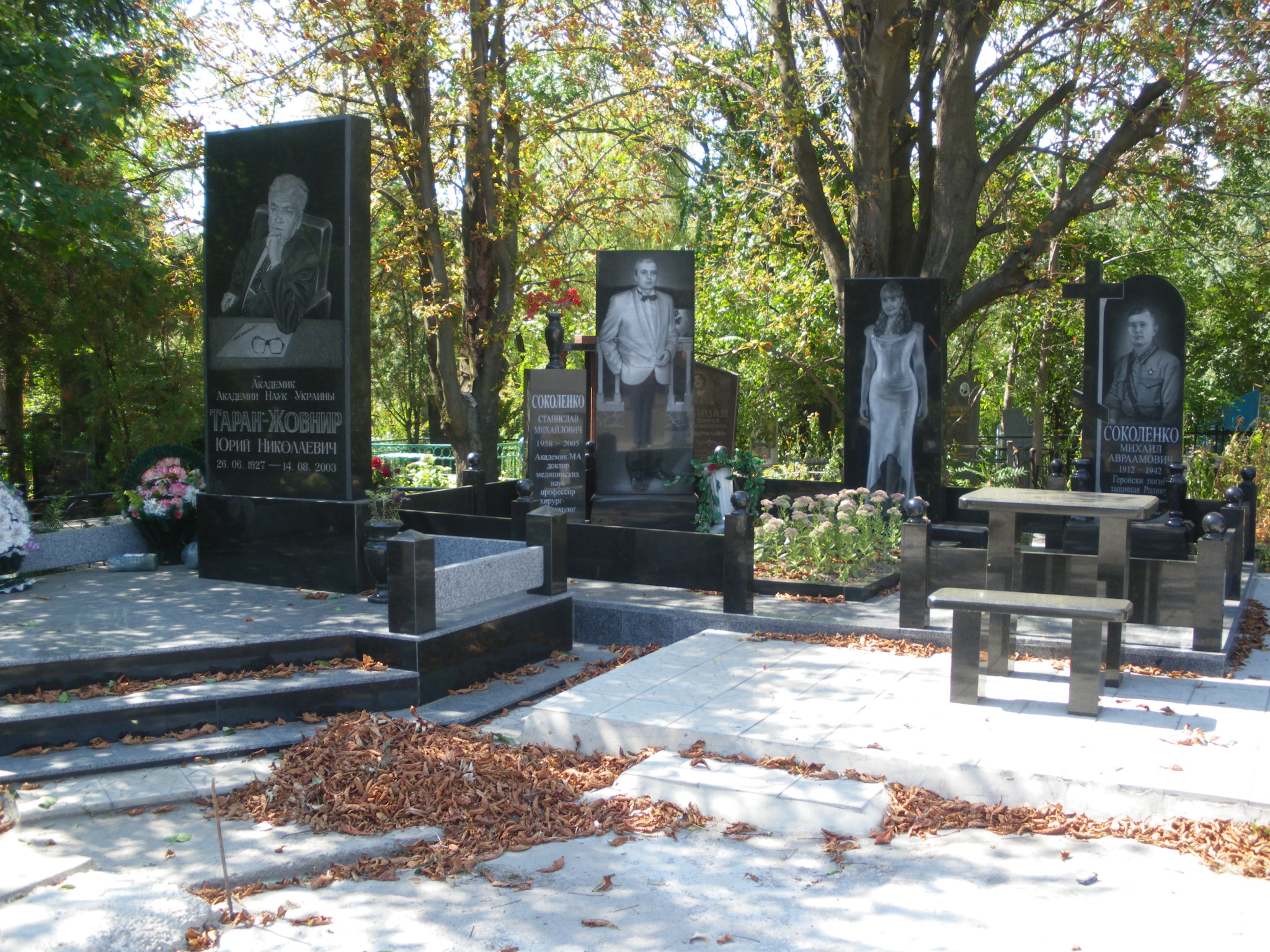
Поховання дніпровських науковців
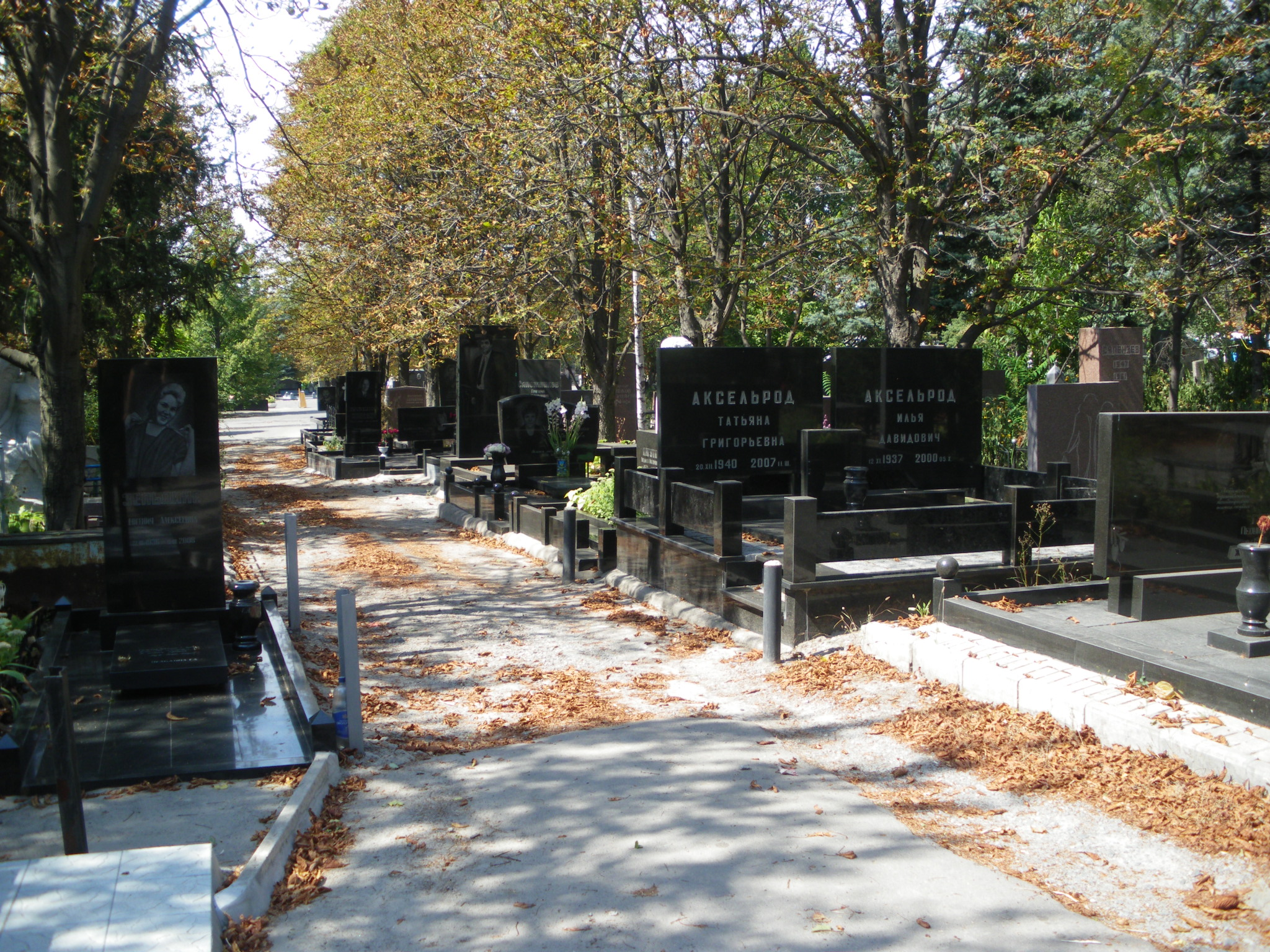
Поховання у центральній частині кладовища
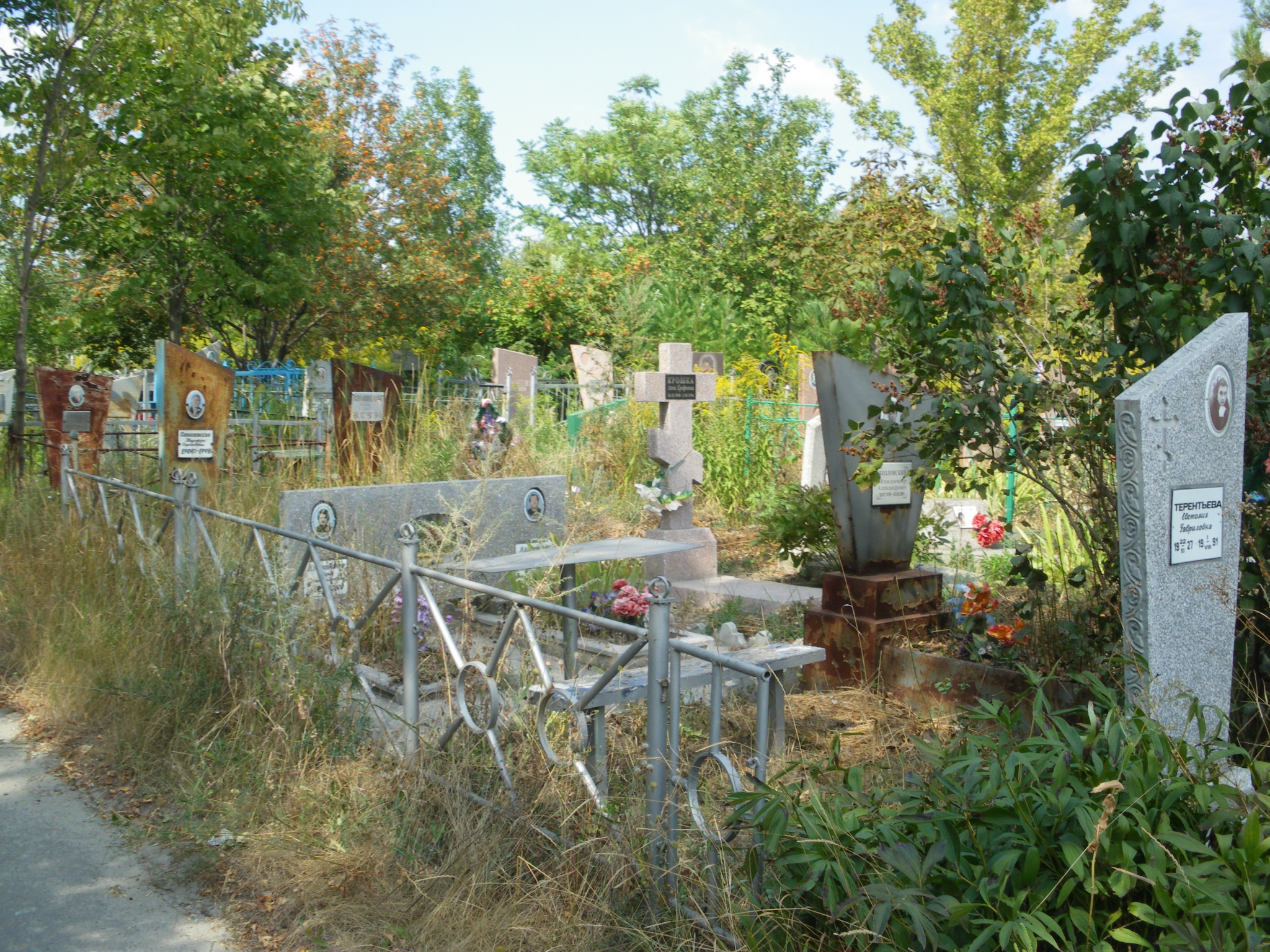
Поховання на околиці кладовища
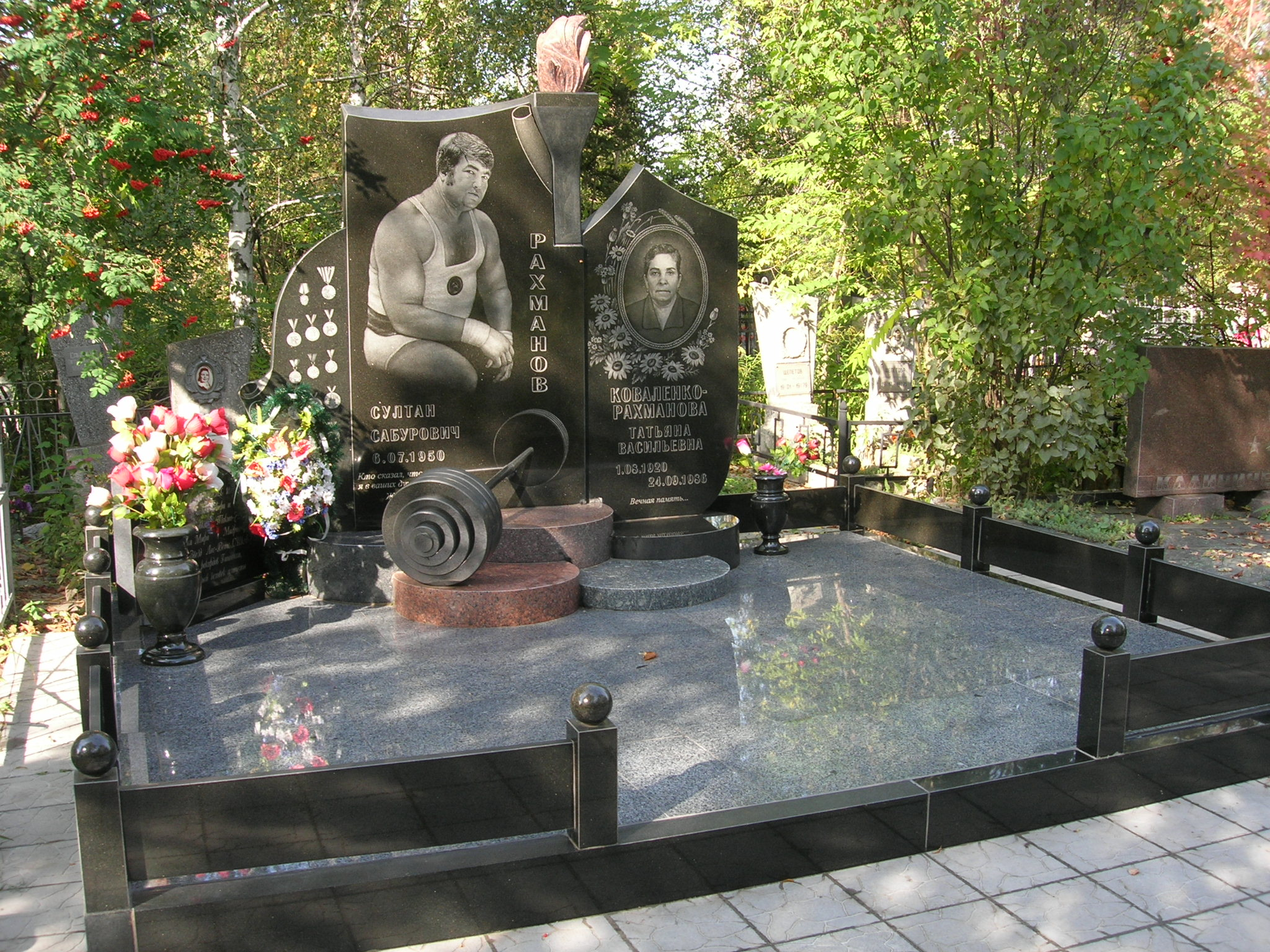
Могила Султана Рахманова
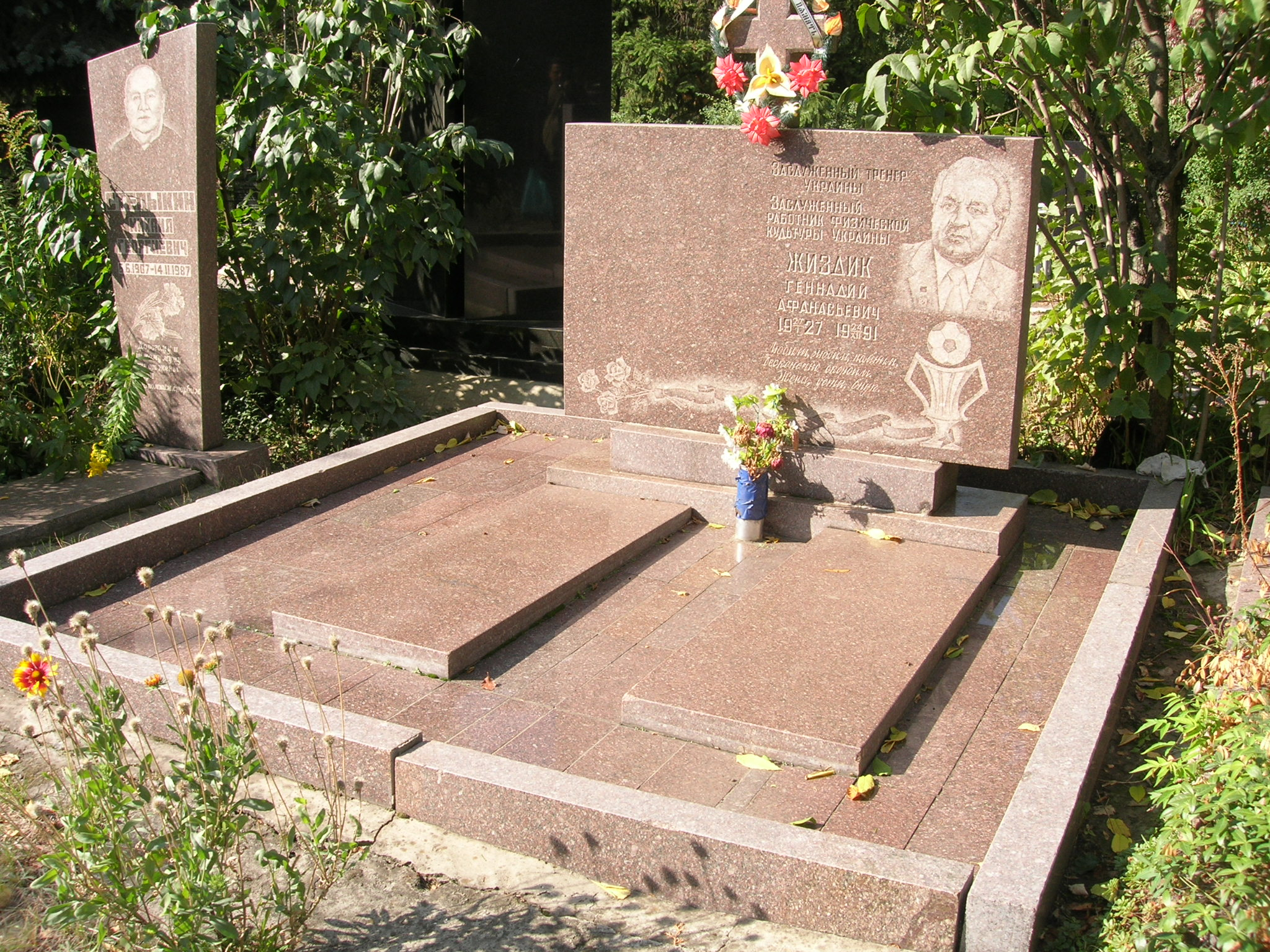
Могила Геннадія Жиздика (1991)
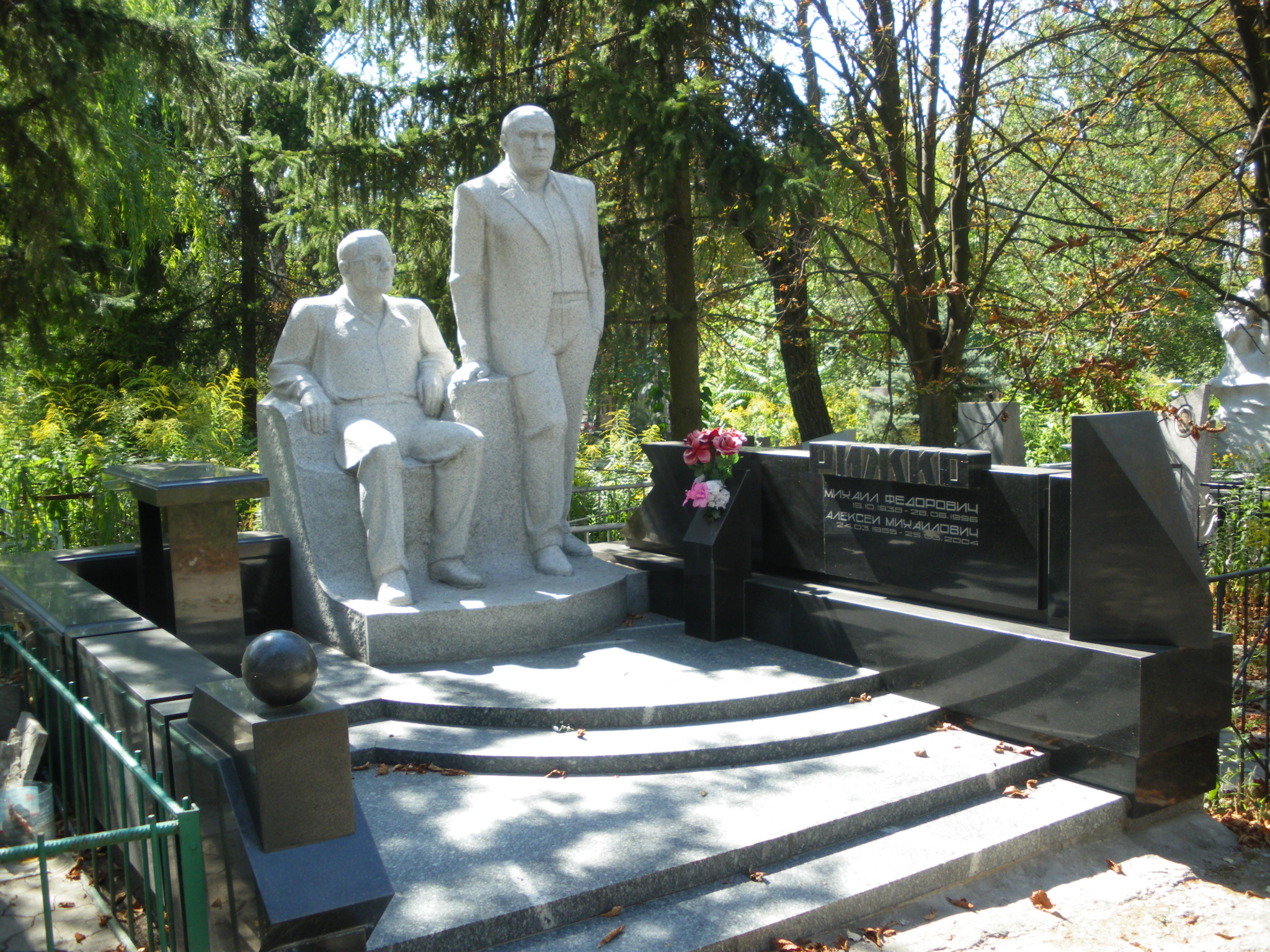
Сімейне поховання
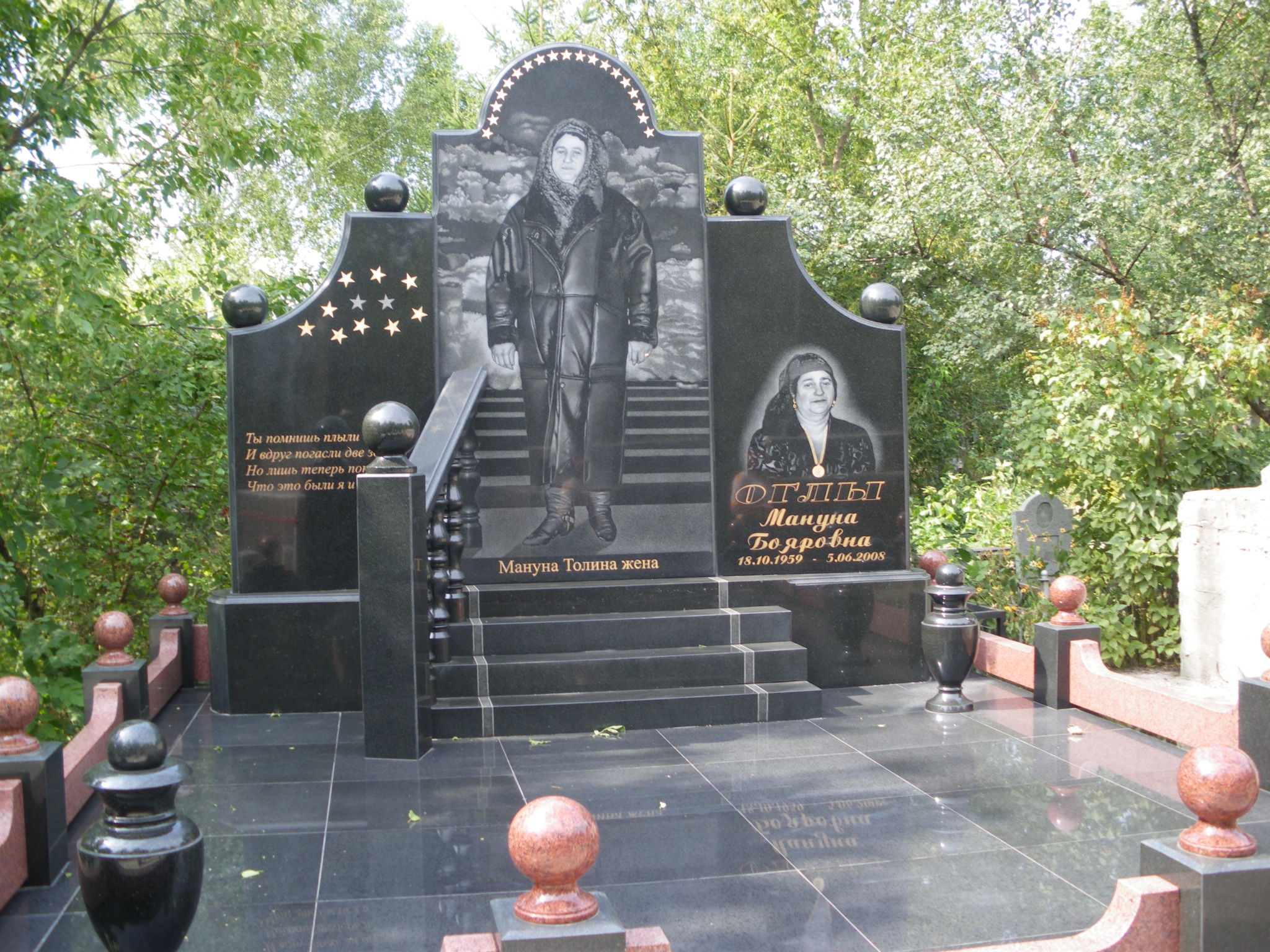
Ромське поховання (2008)
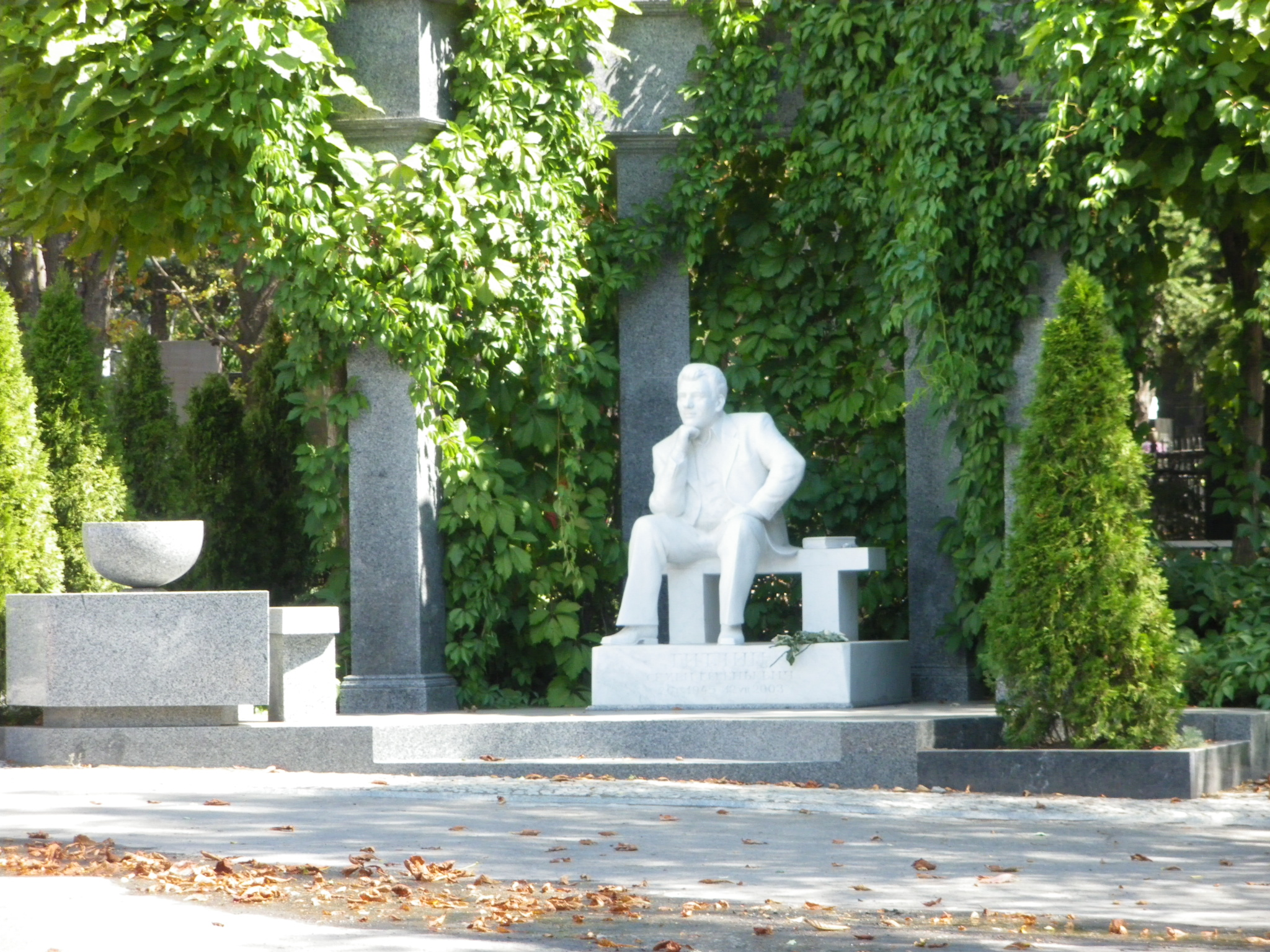
Могила біля в'їзду на кладовище
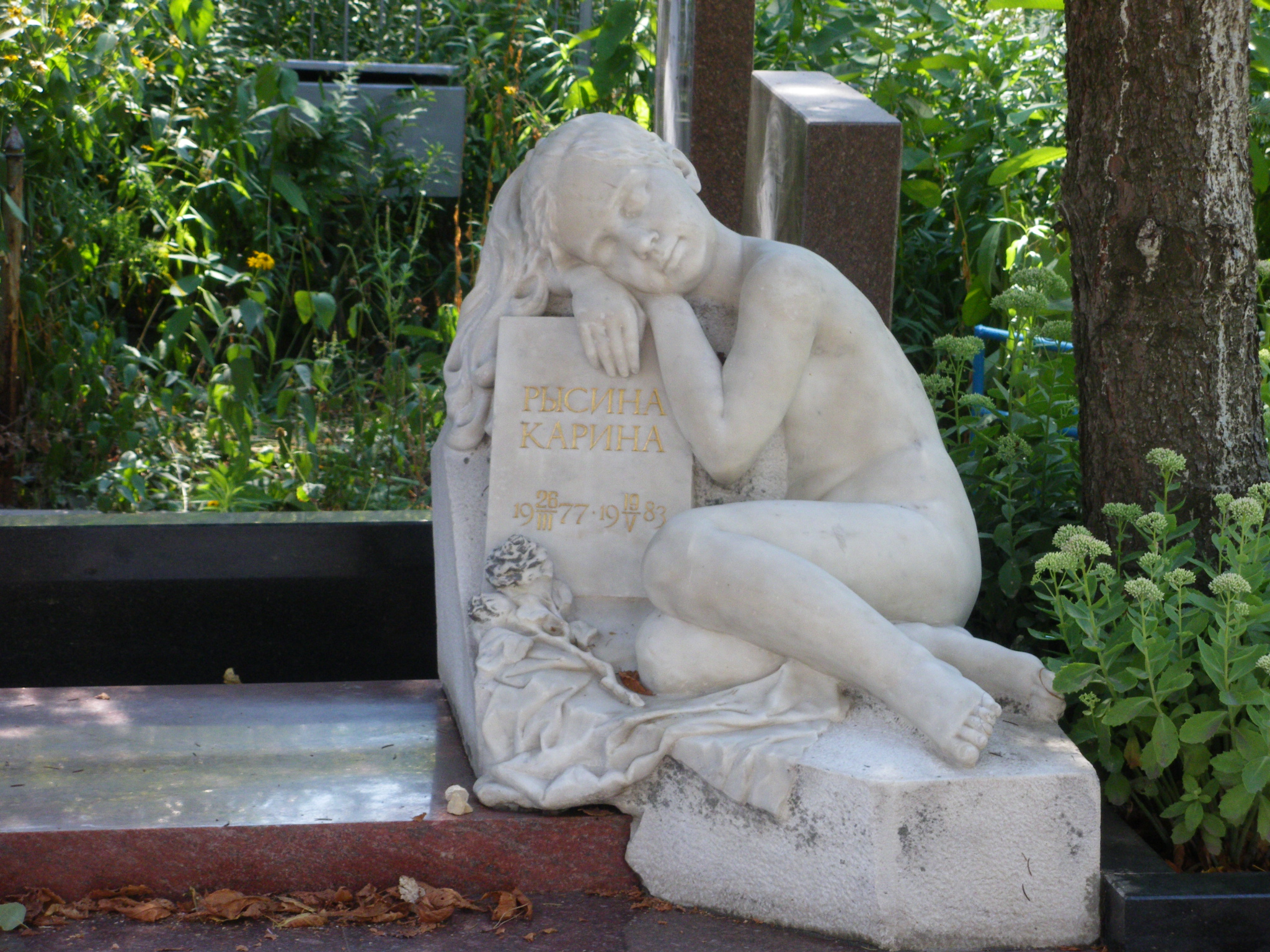
Надмогильний пам'ятник дитині (1983)
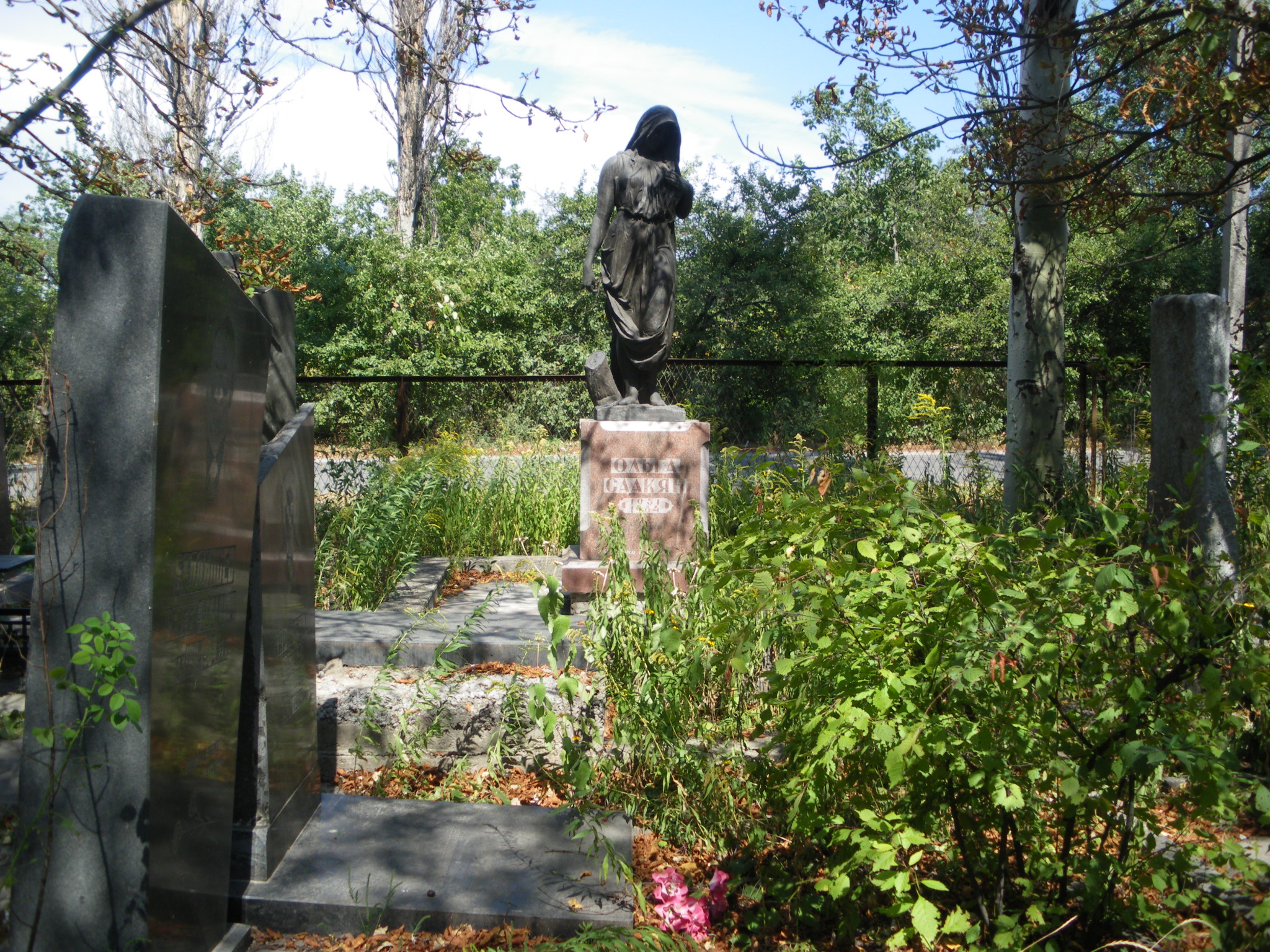
Пам'ятник дівчині
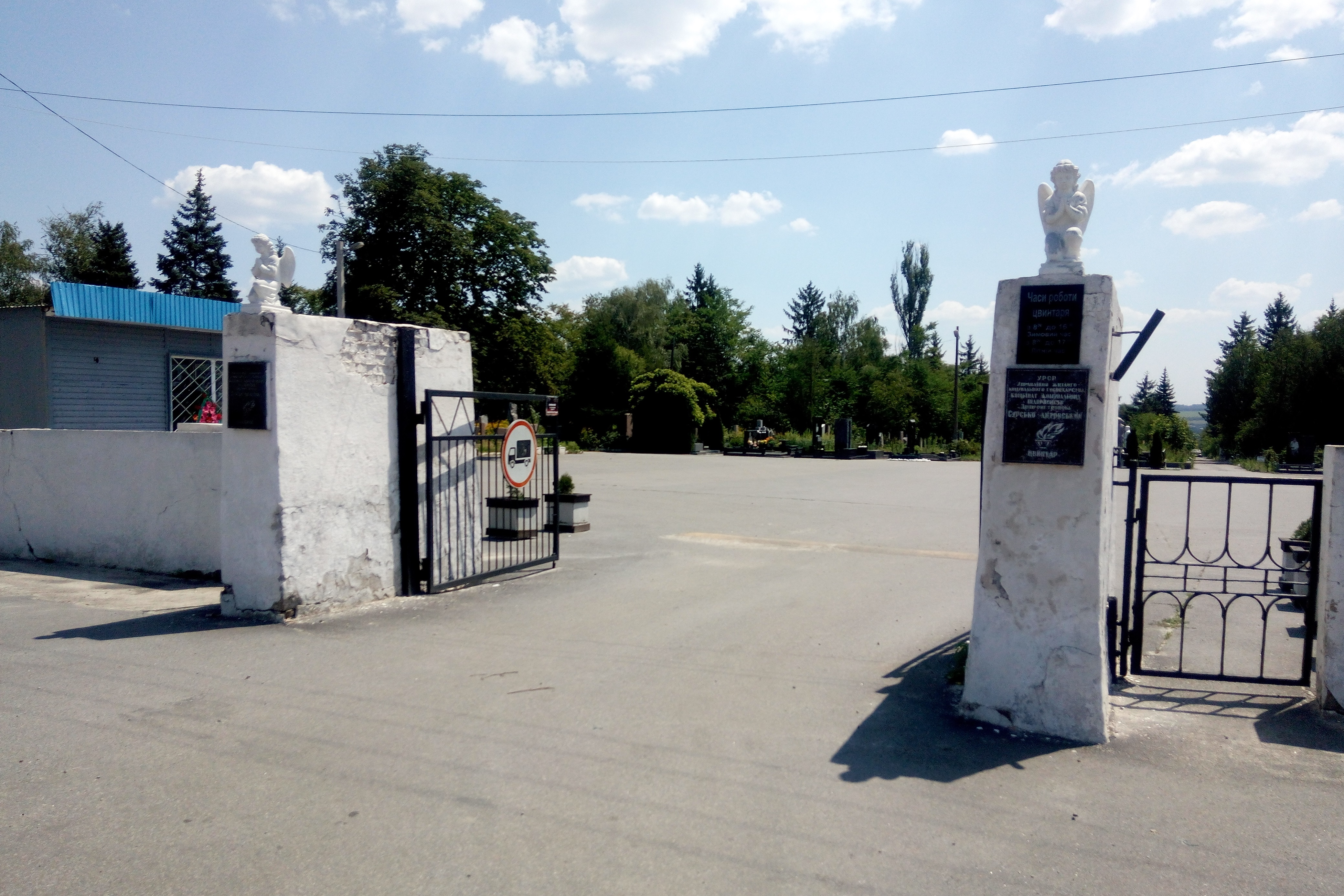
Головний вхід